# Imaginary Diseases
Imaginary Diseases uživo je album američkog glazbenika Franka Zappe i sastava "Petite Wazoo", koji postumno izlazi u siječnju 2006.g. Materijal na albumu je s turneje koja se održavala u listopadu, studenome i prosincu 1972. Sve skladbe Zappa je obradio prije svoje smrti.

## Popis pjesama
Sve pjesme napisao je Frank Zappa.
1. "Oddients" 1:13
2. "Rollo" 3:21
3. "Been To Kansas City In A Minor" 10:15
4. "Farther O'Blivion" 16:02
5. "D.C. Boogie" 13:27
6. "Imaginary Diseases" 9:45
7. "Montreal" 9:11

## Izvođači
- Frank Zappa – dirigent, gitara, vokal
- Malcolm McNabb – truba
- Gary Barone – truba, tuba
- Tom Malone – tuba, saksofon, picolo truba, truba
- Earl Dumler – puhački instrumenti
- Glenn Ferris – trombon
- Bruce Fowler – trombon
- Tony Duran – gitara (slajd)
- Dave Parlato – bas-gitara
- Jim Gordon – bubnjevi

Skladatelj/Producent/Izvođač/Urednik/Mix/ - Frank Zappa
Arhiva - Joe Travers / Doug Sax & Robert
Notni zapis - Steve Vai.

## Vanjske poveznice
- Imaginary Diseases na Zappa.com